# France 4
«Франс 4» (France 4) — развлекательная программа Телевидения Франции, а также анонимное общество существовавшее в 1996—2010 гг. (до 2005 года называвшееся «Фестиваль» (Festival)) и вещавшее по нему.

## Владельцы компании «Франс 4»
Владельцами телекомпании являлись:
- на 28% - телекомпания «Франс 2»;
- на 25% - телекомпания «Франс 3»;
- на 11% - телекомпания «Арте Франс»;
- на 28% - компания «Карлтон Коммуникэйшн»;
- на 5% - «Редженси Монерхи».

## Руководство компании «Франс 4»
Руководство телекомпанией «Франс 4» осуществляли:
- административный совет, назначавшийся Президентом Республики по предложению Правительства, Высшим советом аудиовизуала, Сенатом, Национальным Собранием и трудовым коллективом;
- президент с полномочиями генерального директора, в 1996-2000 гг. назначавшийся Высшим советом аудиовизуала, а с 2000 года им по должности являлся президент «Франс Телевизьон».

## Подразделения компании «Франс 4»
- Единица программ
- Цифровая единица
- Единица коммуникаций

## Активы компании «Франс 4»
Программный телецентр находится в городе Париж, бульвар Анри де Франс, 7.

## Финансирование телекомпании «Франс 5»
Телекомпания финансировалась Министерством экономики и финансов Франции преимущественно от средств от сбора абонемента (Redevance audiovisuelle) со всех владельцев радиоприёмников и телевизоров, в меньшей степени - за счёт продажи рекламного времени.

## Передачи
- «Pliés en 4»
- «On achève bien l’info»
- «Les Défis du bout du Monde»
- «La porte ouverte à toutes les fenêtres»
- «Monte le son !»
- «Ben se fait des films»
- «Le Belattar Show»
- «Une semaine d’enfer»
- «Touche pas à mon poste !»